# Charles Janssen

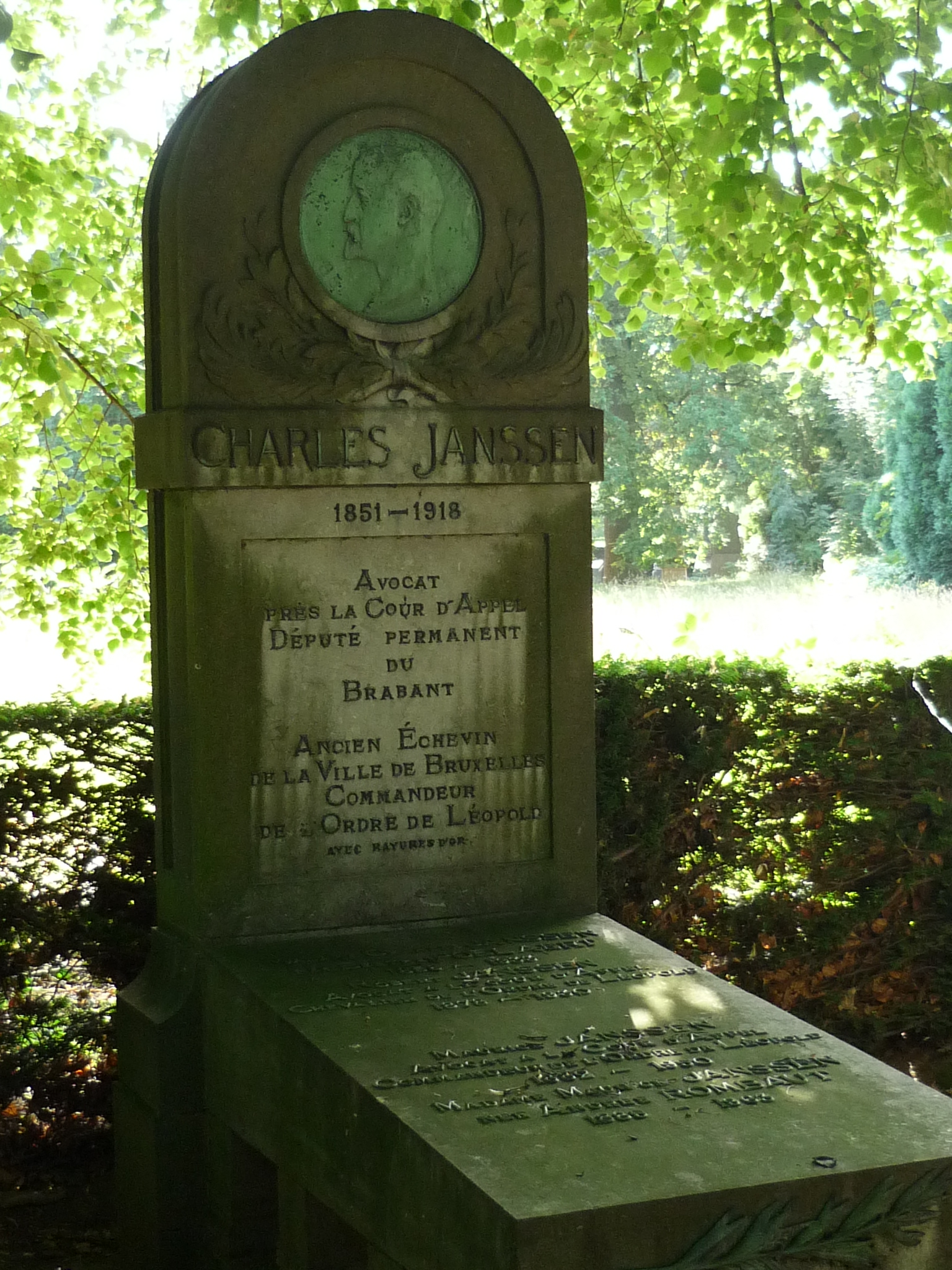
Jugendstilgraf van Charles Janssen, werk van zijn neef, de architect Henri Van Dievoet.

Charles Janssen (Tienen, 4 november 1851 – Brussel, 29 mei 1918) was een Belgisch advocaat en schepen van Brussel.

## Biografie

### Familie
Charles Janssen, een telg uit de familie Janssen, was een zoon van Corneille Janssen (1807-1882). Hij trouwde in 1877 in Brussel met Berthe Poelaert (1858-1932), dochter van Constant Poelaert (1827-1898), advocaat bij het hof van beroep in Brussel, zus van Albert Poelaert, advocaat, notaris, gemeenteraadslid van Brussel en senator, en nicht van Joseph Poelaert, architect. Ze kregen vier zoons en een dochter.
- Robert Janssen (1878-1930), doctor in de rechten, trouwde in 1913 in Brussel met Ghislaine De Mot (1889-1975), dochter van Paul De Mot, advocaat, en kleindochter van Emile De Mot.
- Emmanuel Janssen (1879-1955), medeoprichter en vicevoorzitter van de Generale Bank en oprichter en voorzitter van Union Chimique Belge, trouwde in 1906 in Brussel met Paule Van Parys (1885-1913), kleindochter van Ernest Solvay. Ze kregen drie zoons, waaronder Charles-Emmanuel Janssen, met afstammelingen tot heden. Hij hertrouwde in 1917 in Brussel met Adrienne Janssen (1897-1973), dochter van Albert Janssen, directeur-generaal van Tramways bruxellois. Het huwelijk bleef kinderloos.
- Maurice Janssen (1882-1950), advocaat bij het hof van beroep in Brussel, trouwde in 1907 in Brussel met Andrée Rombaut (1885-1963). Ze kregen drie zoons en twee dochters, met afstammelingen tot heden. Ze waren de schoonouders van Geneviève Pevtschin.
- Carl Janssen (1886-1941), doctor in de geneeskunde, trouwde in 1910 in Brussel met Pauline De Mot (1888-1945), dochter van Paul De Mot. Ze kregen een zoon, met afstammelingen tot heden. Hij hertrouwde in 1924 in Brussel met Madeleine Féron (1891-1997), dochter van Maurice Féron, advocaat, volksvertegenwoordiger en senator, die eerst getrouwd was met Jacques Errera. Het huwelijk bleef kinderloos.

### Loopbaan
Janssen werd lid van de bestendige deputatie van de provincie Brabant en schepen van de stad Brussel. De stad Brussel heeft zijn naam gegeven aan een bibliotheek, de Bibliotheek Charles Janssen.
Hij was lid van de Liberale Partij en ook van de vrijmetselarij.
Hij ligt begraven op het kerkhof van Brussel onder een Jugendstilgraf dat het werk is van zijn neef, de architect Henri Van Dievoet.